# Phyllocycla armata
Phyllocycla armata är en trollsländeart som beskrevs av Belle 1977. Phyllocycla armata ingår i släktet Phyllocycla och familjen flodtrollsländor. Inga underarter finns listade i Catalogue of Life.